# Прави детектив (1. сезона)
Прва сезона серије Прави детектив, крими-драме писца Ника Пицолата, премијерно је приказана 12. јануара 2014. године путем кабловске мреже ХБО. Главне улоге тумаче Метју Меконахи и Вуди Харелсон уз Мишел Монахан, Мајкла Потса и Торија Китлса. Сезона се састоји од 8 епизода у трајању између 50 и 58 минута.
Причајући радњу кроз различит временски период, сезона серије базирана је на детективима полиције Луизијане, Растину Расту Колу (Меконахи) и Мартину Мартију Харту (Харелсон) како истражују ритуално убиство проститутке Доре Ланг. На путу до истине они морају испитати и неколико других случајева који су остали нерешени. Уз то, Харт се бори са својим породичним проблемима, док Раста мучи његова прошлост. Прва сезона серије Прави детектив истражује теме као што су филозофски песимизам, мушкост и Хришћанство, док је критика као теме анализирала приказ жене кроз серију, лични сензибилитет аутора према темама које серија обрађује, као и утицај стрипова и хорор прича у наративу серије.
Пицолато је прву сезону серије замислио као роман, али се предомислио јер је сматрао да је прича прикладнија за екран. Све епизоде режирао је Кери Фукунага, а снимања су се одигравала у периоду од три месеца на територији Луизијане. Критика је серију дочекала речима хвале, констатујући да је током 2014. серија била једна од најквалитетнијих драма на малим екранима. Такође, екипа серије добила је бројне номинације за престижне телевизијске награде у Сједињеним Државама.

## Епизоде
- 1. епизода "The Long Bright Dark" - Дуги светли мрак

Вермилион Периш, Луизијана, 3. јануар 1995. године; детективи за крвне деликте Мартин Харт и Растин Кол истражују убиство 28-огодишње проститутке Доре Ланг. Њено тело нађено је у молитвеном положају са јелењим роговима привезаним за главу. Око тела налазе латице смоквиног цвета као и замке за птице карактеристичне за Каџуне, француске колонисте у Луизијани. Харт и Кол наилазе на случај нестанка петогодишње Мари Фонтено. Отприлике у исто време, још једно дете тврди да га је кроз шуму јурило шпагети-чудовиште са зеленим ушима. На инсистирање своје супруге Меги, Харт позива ћутљивог Кола на вечеру, али га разбесни када се Кол појави пијан. Током истраге места отмице Мари Фонтено, њих двојица налазе латице смоквиног цвета.
Седамнаест година касније, у мају 2012. године Харта и Кола појединачно испитују двојица детектива, Томас Папања и Мејнард Гилбоу. Харт и Кол нису разговарали од 2002. године. Недавно откривено место злочина личи на оно Доре Ланг те детективи сумњају да Кол и Харт нису ухватили правог убицу 1995. године као што се веровало.
- 2. епизода "Seeing Things" - Видети ствари

1995. Анимозитет између Кола и Харта расте након што Кол инсинуира да Харт вара своју супругу. Велечасни Били Ли Татл, цењени свештеник и брат од стрица гувернера државе, заговара формирање посебне јединице која ће своју пажњу усмерити на антихришћанске злочине, као што је онај над Дором Ланг. Харт и Кол проверавају траг на ранчу са проституткама одбеглим од куће. Они налазе дневник Лангове где се срећу са терминима Каркоса и Жути Краљ. У остацима запаљене цркве коју је Ланг посећивала они налазе узнемирујуће слике на зиду - људску фигуру са јелењим роговима.
2012. Кол се сећа саобраћајне несреће у којој је погинула његова ћерка, а што је довело да распада његовог брака те четири године на тајном задатку у наркотицима. Тајни задатак завршен је пуцњавом у којој је Кол рањен и смештен у менталну институцију ради опоравка. Након изласка са лечења, захтевао је прелазак на крвне деликте где је додељен за партнера Харту. Кол открива да повремено пати од халуцинација изазваних дугогодишњим коришћењем дрога. Снимци из 1995. то приказују често док је Харт са Колом, али он на то не обраћа исувише пажње. Харт је разведен од Меги, али се не наводи разлог.
- 3. епизода "The Locked Room" - Закључана соба

1995. Након разговора са свештеником Џоелом Териотом, детективи сазнају да је Лангова у цркви виђена са високим човеком чији је доњи део вилице покривеном великим ожиљком. Они настављају са истрагом док им над главом виси јединица за истраживање случаја коју форсира утицајни велечасни Татл. Харта разбесни када затекне своју љубавницу Лису са другим мушкарцем. Кол, убеђен да ово није први такав случај, истражује ранија нерешена убиства и налази на случај Ријане Оливер, отписан као незгоду. Харт и Кол посећују „Школу за просвећење пута” коју је водио Били Ли Татл, али је налазе затворену са само домаром на косилици за траву који каже Колу да школа одавно не ради. Детективи наилазе на Реџија Ледуа, момка Ријане Оливер и бившег затворског цимера мужа Доре Ланг. Они издају потерницу за Ледуом.
2012. Интервјуи се настављају и откривају Хартова сумњива морална начела, као и Колов нихилистички поглед на свет.
- 4. епизода "Who Goes There" - Ко одлази тамо

1995. Чарли Ланг, бивши муж Доре Ланг, открива да је Ледуу показивао слике своје жене. Харт прати ортаке Реџија Ледуа и примора их да му открију где и за кога Леду кува метамфетамин. Испоставља се да Леду ради за бајкерску банду из источног Тексаса, Гвоздене Крузере, чији члан је Кол био док је био на тајном задатку. Кол узима слободне дане како би „посетио болесног оца”. Лиса открива аферу Меги, што њу натера да напусти Харта заједно са ћеркама. Харт одлази у болницу на њено радно место и прави сцену коју Кол зауставља пре него сукоб ескалира. Кол контактира Џинџера, члана Гвоздених Крузера, који нуди Колу метамфетамин у замену за пљачку супарничке банде у којој Кол треба да учествује. План пљачке се изјалови и уз жртве са обе стране Колова игра је прозрена те је приморан да уз Хартову помоћ отме Џинџера и побегне.
2012. Кол и Харт се слепо држе приче о Коловој посети болесном оцу, иако је његов отац 1995. године већ био мртав.
- 5. епизода "The Secret Fate of All Life" - Тајна судбина свих живота

1995. Џинџер упознаје Кола са ДеВалом Ледуом, Реџијевим рођаком и партнером. ДеВал одбија сарадњу, али не знајући одведе детективе до скровишта дубоко у речном рукавцу. Харт зароби Реџија Ледуа, који изјави нешто о Каркоси. Харт упуца Ледуа када пронађе двоје злостављане деце на имању, од којих је само једно живо. ДеВал покуша да побегне, али га разнесе једна од мина постављених около имања. Детективи исценирају напад на њих, представљајући Реџијево убиство као самоодбрану. Колеге у станици, као и читава јавност, Кола и Харта славе као хероје.
2002. Харт и Меги су поново заједно, док Кол излази са Мегином пријатељицом. Док Кол због своје репутације врсног испитивача сарађује на случају својих колега, један од оптужених затражи нагодбу уколико Колу открије шта зна о Жутом Краљу. На сам термин, Кол одмах обрати пажњу, али затвореник изврши самоубиство пре него што Кол успе да сазна ишта више. Кол одлази у „Школу за просвећење пута” где проналази бројне замке за птице и латице смоквиног цвета, као и мрачне слике на зидовима.
2012. Папања и Гилбоу откривају Харту да за убиства сумњиче Кола, који је од почетка истраге својим траговима скретао ток истраге тамо где је он желео. Кол се такође сумњичи за убиство велечасног Татла две године раније, баш у време повратка Кола у Луизијану. Након што своје тврдње изнесу Колу, он самоиницијативно напушта разговор.
- 6. епизода "Haunted House" - Уклета кућа

2002. Кол повезује бројне нестале особе са школама које су спонзорисали Татлови. Бивши свештеник у једној од црква тврди да је Били Ли прикривао злостављање деце. Дете са имања Ледуових које је преживело пати од акутне депресије и не говори, али Кол одлучи да је посети. Она Колу открива да је постојао и трећи нападач, огроман човек са ожиљцима. Упитана да каже нешто о његовом лицу, девојчица почиње да вришти након чега техничари у болници избаце Кола из просторије. Колов чин само појачава тензије и он бива суспендован са посла. Харт почиње аферу са Бет, једном од проститутки које је са Колом срео 1995. Након што Меги сазна и за ову прељубу она куша пијаног Кола, након чега њих двоје накратко имају однос. Меги признаје свом супругу шта је учинила, знајући да јој он то неће опростити. Харт и Кол се потуку на паркингу испред станице. Након туче, Кол даје отказ.
2012. Папања и Гилбоу испитују Меги која врло вешто избегава директне одговоре на питања. Харт напушта разговор тврдећи да Кол није починилац. Кол га сустигне на путу и затражи да седну и поразговарају.
- 7. епизода "After You've Gone" - Након што одеш

2012. Кол исприча Харту да верује да постоји секта која је одговорна за бројне нестанке жене и деце широм обале Луизијане. Међу доказима, Кол истиче траку коју је украо из куће велечасног Татла, након чега је, како Кол каже, култ одлучио да га убије како га уцене не би присилиле на признање. Узнемирујући снимак приказује силовање и ритуално убиство петогодишње Мари Фонтено, нестале 1995, од стране групе мушкараца са костимима и маскама. Харт, ког снимак дубоко гане, одлучи да помогне Колу. Они откривају да је Татл имао полубрата чије презиме је Чилдрес. Чилдресов син по неким наводима има ожиљак на лицу. Даље, долазе до бившег колеге, Стива Герасија, који је радио на случају нестале девојчице Фонтено, а који је истрагу обуставио по наредби свог тадашњег шерифа, Теда Чилдреса. Детективи прете Герасију уколико им не открије детаље или оде у полицију. Гилбоу и Папања се распитују за пут до изгореле цркве коју је посећивала Дора Ланг код истог домара из 1995. у „Школи за просвећење пута”. Њих двојица се одвезу не приметивши велики ожиљак на домаровој вилици.
- 8. епизода "Form and Void" - Облик и празнина

2012. Човек са ожиљком је приказан како живи у огромној кући и немаштини са женском особом, рођаком са којом има односе. Он прича загонетно, мењајући акценат и држи леш свог оца везан у шупи на имању. Он одлази на посао где кречи школу посматрајући децу на игралишту. Харт и Кол извлаче информације из Стива Герасија након што му покажу снимак на ком култ убија Мари Фонтено. Харт посумња да је шпагети чудовиште са зеленим ушима из дечјег сведочења заправо починилац који је кречио једну од кућа недалеко од куће Доре Ланг у зелено. Они налазе малу фирму регистровану на Вилијама Чилдреса, чији запослени по сведочењу штићенице старачког дома има ожиљак на лицу. Детективи одлазе на имање Вилијама Чилдреса где и сам починилац живи. Кол креће у потеру за Вилијамовим сином Еролом, кроз лавиринт дрвећа и тунела које Ерол назива Каркосом. На крају пута, Кол наилази на тотем Жутом Краља, прекривен лобањама, након чега накратко има халуцинацију звезданог вртлога. Ерол Чилдрес напада Кола и убада га у торзо. Харт, који је заробио жену на имању и позвао помоћ долази да помогне Колу. Како ниједан од два пуцња не обори огромног Ерола Чилдреса, и Харт и Кол су озбиљно рањени, али Кол успе да упуца Чилдреса у главу. Детективи Папања и Гилбоу долазе у помоћ са бројним полицајцима. Док се Кол и Харт опорављају у болници, Папања и Гилбоу успевају да повежу бројне отмице и убиства са Чилдресом. Татлови успевају да избегну подизање оптужнице, али су јавно облаћени. Харт бризне у плач након што га посети Меги са ћеркама. Кол открива Харту да је током коматозног стања у које је запао након обрачуна са Чилдресом осетио присуство свог покојног оца и покојне ћерке. Двојица детектива на паркингу испред болнице разговарају о вечној борби између светла и таме уз Колову опаску да му се чини како светлост ипак побеђује...

## Улоге

### Главне улоге
- Метју Меконахи као детектив Растин Кол
- Вуди Харелсон као детектив Мартин Харт, Колов партнер
- Мишел Монахан као Меги Харт, Хартова супруга
- Мајкл Потс као детектив Мејнард Гилбоу
- Тори Китлс као детектив Томас Папања

### Споредне улоге
- Кевин Дан као капетан Кен Кесада
- Александра Дадарио као Лиса Трањети
- Мајкл Харни као шериф Стив Гераси
- Елизабет Рисер као Лори Перкис
- Медисон Волф као (мала) Одри Харт

- Ерин Моријарти као тинејџерка Одри Харт

- Меган Волф као (мала) Мејси Харт

- Брајтон Шапиро као тинејџерка Мејси Харт

- Дон Јесо као командир Спис
- Бред Картер као Чарли Ланг
- Лили Симонс као Бет
- Џеј О. Сандерс као велечасни Били Ли Татл
- Шеј Вигам као Џоел Териот
- Глен Флешер као Ерол Чилдрес
- Чарлс Халфорд као Реџи Леду
- Џозеф Сикура као Џинџер
- Пол Бен-Виктор као Лирој Салтер

## Продукција

### Замисао
Пре него што је почео да пише Правог детектива, Ник Пицолато је предавао на Универзитету Северне Каролине на Чапел Хилу, ДеПоу Универзитету и на Универзитету у Чикагу. Инспирисан ХБО-овим ранијим продукцијама, као што су Жица, Породица Сопрано и Дедвуд, он је почео са писањем кратких прича касније објављује под називом Између овде и жутог мора. Објављује и роман током 2010. године, Галвестон, те се труди да почне да пише играни програм. Његови пређашњи покушаји писања за мале екране пропали су усред недостатка финансирања. Први пробој била му је ТВ серија Убиство, за телевизијску кућу АМС. Због великог неслагања са креативним директором, Пицолато напушта пројекат после само две недеље.
Правог детектива Пицолато је замислио као роман. Тек када је пројекат добио дефинитивну форму, он је увидео да је садржај прикладнији за телевизију него штампу. Спремајући адаптацију Галвестона, припремио је још шест сценарија од маја до јула 2010. године, укључујући и пилот епизоду Правог детектива, дугу 90 страница текста. Убрзо затим, Пицолато је са ХБО-ом договорио продукцију пилот епизоде за серију Прави детектив. До априла 2012. године било је познато да ће ХБО продуцирати осам епизода серије. Пицолато је одбио да ангажује креативни тим писаца јер је сматрао да његов усамљенички, романописни процес писања неће бити добра комбинација са тимом. Након три месеца самосталног рада, Пицолато је доставио комплетан сценарио дуг 500 страница.

### Екипа серије
О главним улогама за серију, Пицолато је почео да размишља током преговора са продукцијским кућама 2012. године. Формат серије, онако како је замишљен, захтевао је да се глумци појављују у само једној сезони што је направило простор Пицолату да размишља о ангажовању филмских звезда које због свог густог распореда избегавају ангажман на серијама са више сезона. Од самог почетка, Вуди Харелсон и Метју Меконахи су били први избор у ауторовим замислима. Одушевљен Меконахијевим наступима у филмовима Killer Joe и The Lincoln Lawyer, Пицолато је желео да Меконахи игра улогу Мартија Харта. Тек на наговор Меконахија, додељена му је улога Растина Кола. Сам Меконахи је за магазин Верајати изјавио да је желео да промени одређену му улогу јер је "желео да уђе у главу ток лика. Опсесиван, острво од човека - одувек сам желео лика који држи монологе." Како би се што боље спремио за улогу, Меконахи је написао есеј од 450 страница под називом Четири фазе Растина Кола, изучавајући еволуцију лика током сезоне.
Харелсон је био други значајан додатак групи глумаца и ангажован је на Меконахијев захтев. Он је изјавио да је делом пристао на пројекат јер је желео да обнови сарадњу са делом екипе филма Game Change рађеног 2012. године за ХБО. Мишел Монахан пристала је на главну женску улогу у серији јер јој се свидела прича коју прича њен лик. Сет главних улога употпунили су Мајкл Потс и Тори Китлс.
Пицолато је избор режисера свео на Карија Фуканагу и мексичког режисера Алехандра Гонсалеса Ињарита, пре него што се Ињариту повукао из избора због обавеза на филму. У припреми за режију, Фуканага је проводио време са детективима за крвне деликте Полиције Луизијане. Фуканага је ангажовао Адама Аркапоуа, директора фотографије крими-серије Врх језера након преговора у Сан Франциску. Сценограф Алекс ДиЂерландо поготово је опрадвао Фуканагино поверење што је Фуканага нагласио у интервјуима.

### Снимање
Првобитно је планирано да се прва сезона серије снима у Арканзасу, али је касније одабрана Луизијана због бољих пореских закона када је играни програм у питању. Пицолато је изјавио да је Луизијана добар избор и да у кадровима постоји нешто грешно, што живи испод слојева кајања. Додао је да су шуме мрачне и густе, док из далека све то изгледа много лепше и мање опасно. Снимање је трајало око 100 дана, од јануара до јуна 2013. године. Просечно је снимљено 5 минута у монтажи искоришћеног материјала по дану. Делови сценографије морали су се конструисати, првенствено изгорела црква и шатор свештеника Териота. Место злочина Доре Ланг снимљено је у пољу шећерне трске, недалеко од места Ират. Део тих сцена снимљен је и у студију. Сцена у којој Кол и Џинџер побегну од супарничке банде снимљена је из једног покушаја техником коју је Фуканага раније користио у својим пројектима. Неке сцене снимане су из много покушаја, припреме су биле интензивне и веома захтевне: Меконахи је са тренером вежбао ударце и борбене захвате како би они изгледали што уверљивије. Велик број шминкера, статиста и извођача специјалних ефеката је био ангажован, такође. Снимање је у великој мери одржано у старој Средњој школи Кенер, као и у тврђави из 19. века недалеко од Њу Орлеанса, Тврђави Макомб.
Организација снимања није била усклађена са деловима епизода што је представљало додатни изазов за логистику, али и за монтажу. Читава сезона снимљена је на тридесетпетомилиметарској филмској траци. Ову одлуку продукција је оправдала жељом за одређеном текстуром и носталгијом за квалитетом. Коришћена је Панавижн Миленијум XL2 камера, уз сочива која су мењана у складу са временом када је сцена снимана. За догађаје из 1995. односно 2002. одабрана су сочива која су благо бледила финални снимак како би дочарао осећај присећања двојице детектива. Догађаји из 2012. су снимани висококвалитетним сочивима која су имала ширу палету боја.

### Графички дизајн
Џошуа Волш заслужан је за графичку уметност у серији. Његов рад састоји се од стотинак ђавољих гнезда од смоквиног дрвета, тамних мурала и људских фигура направљених од конзерви пива. По ДеЂерландовој изјави, Волшово интересовање за лов и препарирање животиња учинили су га идеалним кандидатом за посао.

### Музика
Уводна музика је нумера кантри-бенда The Handsome Family написана за њихов албум из 2003. године Singing Bones, под називом Far from Any Road ("Далеко од било ког пута"). Музика садржи елементе хришћанске и блуз музике, а бирали су је Пицолато и Т. Боун Барнет, амерички текстописац и композитор. Двојац је одбио да користи музику Каџуна, као и блуз мочваре, сматрајући то за превише. Барнет је изјавио да су и он и Пицолато сматрали да је за музику потребније да прати драму у ликовима него трилер у радњи. Коришћене су песме Бо Дидлија, Мелвинса, Примуса, Грајндермена и других. Барнет је у сарадњи са Ријаном Гиденс и Касандром Вилсон компоновао делове музике за серију. ХБО је објавио албум са музиком од серије, садржан од 14 композиција из прве две сезоне, августа 2015. године и то на носачима звука и на Ајтјунс.

## Теме

### Мушкост и приказ жена
Гледаоци су поменули мушкост као један од основних мотива серије. Кристофер Лирет је за часопис Саутерн Спејсиз рекао да је то прича "о мушкарцима који живе у брутално мушком свету", док жене представљају "нешто што би требало спасити, али и еротску препреку", као у филмовима Двострука обмана и Кинеска четврт. Вила Паскин је у часопису Слејт написала да су женски ликови приказани у три облика (проститутке, жртве и "досадне супруге") што додатно наглашава јужњачки полицијски темперамент главних ликова. У том погледу критици је посебно био интересантан лик Мартија Харта који жене дели на девице и курве кроз третман своје супруге и две ћерке. Након што његова старија ћерка буде ухваћена како на у аутомобилу на паркингу сексуално задовољава двојицу младића Хартова реакција биће опречна - очински ће желети да заштити своје дете, али исто тако желети да задржи контролу над њом.
У чланку објављеном на интернет страници Салон, ауторка Џенет Тарли написала је како "жене постају рефлексија мушкараца" јер је свет Правог детектива искључиво сагледан из мушког угла. Сем Адамс из Индивајера назвао је причу Правог детектива "грозним стварима које мушкарци раде женама" и наставио поентирајући да "Дора Ланг никоме није недостајала. Мари Фонтено је нестала, а полиција је дозволила да се истрага заврши гомилом гласина". Аутор даље каже да је лик Кола једини који пати за женама у свом животу док његов партнер не може исправно да се опходи ни према једној жени у свом животу. Професор друштвених наука са Универзитета Кингстон, Скот Вилсон, истакао је поделу женских ликова у три категорије: суперегоистичне, опсцене и свете. Као суперегоистични женски лик професор наводи лик Меги Харт која емотивно уцењује свог неверног супруга све док га не превари са његовим партнером.
Филозоф Ерик К. Стејплтон изнела је мишљење да леш Доре Ланг служи "како би створио простор у ком су формиране заједнице света Правог детектива". Кроз њено тело партнерство Кола и Харта се по први пут артикулише; а касније и све што том партнерству предстоји. Такорећи, тело Доре Ланг има уплив у однос двојице главних ликова током читаве истраге случаја.

### Хришћанство
Прва сезона серије истражује Хришћанство и контраст религије и рационалности. Рођен у католичкој породици, Пицолато је [изјавио да је] религију доживљавао као начин причања "да би се избегла истина". Ендру Романо из Дејли Биста написао је да серија алудира на Пицолатово детињство и повлачи паралелу између Хришћанства и култа Каркосе: "Оба су [...] приче. Приче које људи сами себи казују како би избегли стварност. Приче које нарушавају сваки закон у универзуму.". Романо верује да порука није лична религиозност, већ начин на који ће се прича што уверљивије испричати као и опаску да нас превелика религијска залуђеност "може одвести на нека веома болесна места". Џеф Јенсен из Ентертејмент виклија истакао је самосвесност серије кроз Колову снажну критику религије: он на религију гледа као на коментар о поп-култури ескапизма. Степлтонова још поручује да су злочини који чине окосницу радње: кроз жртве, жртвовање и сексуално насиље - "одговор конзервативном Хришћанству из ког насиље настаје и тражи прилику да се насиље манифестује у структурама која му то дозвољава".
Теоретичарка Еда Конол је у лику Кола приметила ликове Филипа Марлоуа из детективских романа Рејмонда Чандлера и Ланселота, једног од витезова Округлог стола. Остали аспекти Правог детектива приказују хришћанске алегорије, укључујући и уводну шпицу за коју је Кол изнела став да представља Исусово распеће. Писац Фил Јанинг истакао је да Колов лик нагиње ка Будизму и филозофском песимизму. Самозваног песимисту Кола искуство блиско смрти на крају сезоне ипак дотакне, након чега он смрт види као чисту љубав, што је једна од одлика Будизма.

### Филозофски песимизам
Критика је приметила широк спектар утицаја чудне и хорор фикције у нарацији прве сезоне, а нарочито када је у питању збирка кратких прича Роберта В. Чејмберса Краљ у жутом. Такође је приметан утицај дела савременог америчког писца Томаса Лиготија. Алузије на мрачни наратив приметне су честим употребама термина Жути Краљ или Каркоса (термин Каркоса примарно је употребио Емброуз Бирс у свом делу Становник Каркосе, где Каркоса представља напуштени град). Жута боја јасна је алузија на лудило и декаденцију што је уврежено филозофско мишљење у неким круговима. Пицолато је био оптужен да је Прави детектив плагијат Лиготијеве приче из 2010. године Завера против људске расе, али је он такве оптужбе одбацио и јавно признао утицај који на њега Лиготи остварује.
Филозофи и писци увидели су утицај бројних мислилаца: Артур Шопенхауер, Фридрих Ниче, Жил Делез, Емил Сиоран и други. Матјис Питерс у једном делу Филм Интернашионала истиче да Прави детектив узима Шопенхауерову филозофију кроз приступ индивидуалности, склоности порицању, борбу светлости и таме. Бен Вудард наводи да серија филозофски еволуира истражујући како религија, култура и друштво постају биолошке слабости. Он наставља да Биолошки програм оживљава и друштвено редистрибуира визије, веру и горке особине стварајући на рај начин свет у ком 'људи одлазе'. Сама поставка радње, додаје Финтан Нејлан, наглашава свет у ком потрошност људскости не може остати скривена. Ово није подручје које преплављује нада; већ где нада никада није пустила корење. Са овим ликовима и местима, све изгледа као из хорора. Нејлан каже да Колове побуде нису продукт мизантропије, већ пре изазов: онима који варају и манипулишу ионако крхким личностима зарад личне користи. Кол се у коштац хвата "са читавом филозофском историјом укорењеном на том месту". Кристофер Ор у Атлантику серију назива финчеровском, фузијом Se7en и Зодијака због своје теме, глатке слике и "јасне, али узнемирујуће ауре".
Неки критичари сличност ка серији пронашли су и у стриповима. Адамс је Кола поистоветио са јунаком стрипа о Алану Муру те са серијом стрипова Невиђени од Гранта Морисона, а све због М-теорије у једном од Колових монолога. Ејбрахам Рајсман истакао је суперхеројски стрип Топ10 као инспирацију за последњу епизоду, највише због финалног дијалога детектива.

### Ауторски пројекат
Највише разговора на тему прве сезоне Правог детектива вођено је по питању ауторског сензибилитета серије. Како се ауторским делом сматра онај уметнички пројекат који служи као лична визија аутора (најчешће редитеља или сценаристе), Прави детектив представља ауторски пројекат Пицолата и Фуканаге. На почетку сваке епизоде налазе се имена њих двојице у улози сценаристе, односно редитеља. То представља реткост у данашњем стваралаштву било на филму или телевизији јер је много чешћи случај велик број учесника у изради пројекта. Колин Робертсон из часописа Лист истакао је серију Твин Пикс као правог уметничког претходника нагласивши да је у обе серије присутна борба против клишеа у крими-драмама и употреба жанровских структура како би се на субверзиван начин испричала прича далеко шира од радње.

## Пријем

### Гледаност
Прву епизоду у Сједињеним Државама пратило је 2,3 милиона гледалаца, највише за ХБО још од премијере серије Царство порока. Гледаност се није нарочито мењала, а свој врхунац доживела је у последњој епизоди са 3,5 милиона гледалаца. У просеку, 2,33 милиона људи по епизоди гледало је прву сезону Правог детектива, док је уз друге платформе (снимке, репризе и услугу ХБО Го) сваку епизоду одгледало близу 12 милиона људи. Овај резултат био је најбољи за прву сезону ХБО продукције још од серије Six Feet Under, 13 година раније.

### Критике
Прави детектив, долази у вероватно најбољој од пет претходних година када је у питању драмски програм  ... ставља узвичник на тему и изузетан квалитет.

– Тим Гудман, Холивуд Репортер.
Америчка штампа сврстала је прву сезону серије Прави детектив међу најбоље телевизијске садржаје у 2014. години. Бројни критичари првенствено су похвалили обе главне улоге, нарочито Меконахија чији наступ је описиван као "толико добар да вам вилица остане у ваздуху" и "једноставно привлачан". Сцене дијалога између ликова које се најчешће одигравају у клаустрофобичном простору оцењене су као изузетне. Карактеризација ликова није наишла на јединствен пријем те је Хафпост Колова размишљања назвао "очаравајућим" уз Ванити Фер који је додао опис "збијен и занимљив материјал". Насупрот томе, Њујорк Пост назвао је Колове монологе којештаријама из 70-их које само успоравају ток радње. Женске улоге у серији оцењене су као стереотипне "или бесне или еротичне" мада је глума Мишел Монахан оцењена добром у незахвалној улози.
Усамљени на позицији режисера и сценаристе, Фуканага и Пицолато, одржали су читаву сезону чврсто у својим рукама што је врло нетипично за савремене ТВ формате. Серија је из тог разлога изложена сијасету могућих проблема: ток радње, дијалози и фотографија нису били оно на шта су гледаоци крими-драма навикли. Сценарио је критикован као исувише самодопадан и претрпан што је приписивано Пицолатовом неискуству писања за телевизију. Упркос критиковању, Дејли Телеграф и Јупрокс сезону су описали као амбициозну и набијену радњом и смислом. Структура временске нелинеарности такође је поделила критичаре: док су неки тврдили да је импресивно глатка и велика предност, други су наводили да премотавање отежава праћење тока радње. Јупрокс је похвалио Фуканагину атмосферичност и "застрашујуће прекрасну фотографију као и креативну контролу обојице аутора која је допринела квалитету сезоне. Бостон Глоуб похвалио је оскудну, празну и снажну музику за серију.
Неколицина критичара је причу о двојици детектива различитих карактера који се не слажу добро описала као клише, премда су многи баш тај аспект похвалили: Дејли Бист овакав наратив описао је као "потенцијално револуционаран", а новинар Гартланда навео је да је "форма истински радикална и испред свог времена" иако садржај серије свакако није ни револуционаран ни радикалан. Емили Нусбаум је пишући за Њујоркер изразила незадовољство серијом казавши да "са једне стране имамо мушкарце хероје, а са друге женске задњице"; филозофске монологе описала је као "дубоке разговоре који се одвијају у студентским домовима" те истакла да је серија "саму себе саплела". Ипак, далеко више критичара било је позитивно настројено према првој сезони Правог детектива, често наводећи да подсећа на остварења Дејвида Линча из најбољих дана па све до речи Ендруа Романа који је изјавио да је серија нешто најпровокативније што је икада гледао.

### Награде
Како се време номинација за 66. Еми приближавало, рани наводи у медијима сврставали су Правог детектива у ред фаворита за ту престижну награду у више конкуренција. У марту 2014. године, ХБО је пријавио серију у категорији драмска серија што се окарактерисало као врло необичан потез будући да се ради о серији која далеко више припада формату мини-серија (свака сезона серије одвојена је радња) те због далеко јаче конкуренције. Тадашњи председник компаније FX осудио је потез ХБО продукције рекавши да је мини-серија формат чија се радња завршава током једне сезоне, док је серија формат чија се радња наставља из сезоне у сезону. Без обзира на ту одлуку, Прави детектив важио је за највећег кандидата у бројним категоријама, а након што су објављене номинације серија је била кандидат у 12 категорија, 4 мање од главног противкандидата - серије Брејкинг бед. Серија је освојила 5 награда: за режију (Фуканага), кастинг, дизајн уводне шпице, шминку и најбољу фотографију.
Прва сезона серије Прави детектив нашла се у конкуренцији за бројне друге награде, највише у категоријама режије, сценарио, глуме и фотографије. Добила је чак 4 номинације за награду Златни глобус и номинацију Удружења телевизијских критичара за најбољи програм године. Међу наградама које је серија освојила треба истаћи престижну БАФТА награду за најбољи страни програм, награду Удружења сценариста Сједињених Држава и награду Удружења критичара (коју је освојио Меконахи).
| Награда                                                     | Категорија                                                         | Номиновани                                                     | Резултат   | Ref.          |
| ----------------------------------------------------------- | ------------------------------------------------------------------ | -------------------------------------------------------------- | ---------- | ------------- |
| 66. додела Еми награде                                      | Најбоља серија - драма                                             | Прави детектив                                                 | Номинација | [ 69 ]        |
| 66. додела Еми награде                                      | Најбољи глумац у драмској серији                                   | Метју Меконахи                                                 | Номинација | [ 69 ]        |
| 66. додела Еми награде                                      | Најбољи глумац у драмској серији                                   | Вуди Харелсон                                                  | Номинација | [ 69 ]        |
| 66. додела Еми награде                                      | Најбољи редитељ у драмској серији                                  | Кари Фуканага                                                  | Победник   | [ 69 ]        |
| 66. додела Еми награде                                      | Најбољи сценариста у драмској серији                               | Ник Пицолато                                                   | Номинација | [ 69 ]        |
| 66. додела Еми награде (техничке категорије)                | Најбоља оригинална музика                                          | Т. Боун Барнет                                                 | Номинација | [ 69 ]        |
| 66. додела Еми награде (техничке категорије)                | Најбољи кастинг                                                    | Алекса Л. Фогел, Кристин Кромер и Меган Луис                   | Победник   | [ 69 ]        |
| 66. додела Еми награде (техничке категорије)                | Најбоља шминка                                                     | Фелисити Боуринг, Венди Бел, Ен Пејл, Ким Перодин, Линда Доудс | Победник   | [ 69 ]        |
| 66. додела Еми награде (техничке категорије)                | Најбоља фотографија                                                | Адам Аркапоу                                                   | Победник   | [ 69 ]        |
| 66. додела Еми награде (техничке категорије)                | Најбољи дизајн уводне шпице                                        | Патрик Клер, Раул Маркс, Џенифер Софио Кол                     | Победник   | [ 69 ]        |
| 66. додела Еми награде (техничке категорије)                | Најбоља сценографија                                               | Алекс ДиЂерландо, Мара ЛеПер-Шлуп, Тим Бич, Синтиа Слаџтер     | Номинација | [ 69 ]        |
| 66. додела Еми награде (техничке категорије)                | Најбоља монтажа                                                    | Афонсо Голкалвес                                               | Номинација | [ 69 ]        |
| 72. додела награде Златни глобус                            | Најбоља мини-серија и/или ТВ филм                                  | Прави детектив                                                 | Номинација | [ 70 ]        |
| 72. додела награде Златни глобус                            | Најбољи глумац у мини-серији и/или ТВ филму                        | Метју Меконахи                                                 | Номинација | [ 70 ]        |
| 72. додела награде Златни глобус                            | Најбољи глумац у мини-серији и/или ТВ филму                        | Вуди Харелсон                                                  | Номинација | [ 70 ]        |
| 72. додела награде Златни глобус                            | Најбоља споредна глумица у мини-серији и/или ТВ филму              | Мишел Монахан                                                  | Номинација | [ 70 ]        |
| 61. додела награде БАФТА                                    | Најбољи међународни програм                                        | Прави детектив                                                 | Победник   | [ 71 ] [ 72 ] |
| 30. додела награде Удружења телевизијских критичара         | Најбољи нови програм                                               | Прави детектив                                                 | Номинација | [ 73 ]        |
| 30. додела награде Удружења телевизијских критичара         | Најбољи програм године                                             | Прави детектив                                                 | Номинација | [ 73 ]        |
| 30. додела награде Удружења телевизијских критичара         | Најбољи програм у категорији филмова, мини-серија или ТВ-специјала | Прави детектив                                                 | Победник   | [ 73 ]        |
| 30. додела награде Удружења телевизијских критичара         | Најбољи глумац у драми                                             | Метју Меконахи                                                 | Победник   | [ 73 ]        |
| 4. додела награде Critic's Choice Television                | Најбоља серија - драма                                             | Прави детектив                                                 | Номинација | [ 74 ]        |
| 4. додела награде Critic's Choice Television                | Најбољи глумац у драмској серији                                   | Метју Меконахи                                                 | Победник   | [ 74 ]        |
| 19. додела награде Сателит                                  | Најбоља серија - драма                                             | Прави детектив                                                 | Номинација | [ 75 ]        |
| 19. додела награде Сателит                                  | Најбољи глумац у драмској серији                                   | Вуди Харелсон                                                  | Номинација | [ 75 ]        |
| 19. додела награде Сателит                                  | Најбоља споредна глумица у серији, мини-серији или ТВ филму        | Мишел Монахан                                                  | Номинација | [ 75 ]        |
| 21. додела награда Удружења глумаца Америке                 | Најбољи глумац у драмској серији                                   | Метју Меконахи                                                 | Номинација | [ 76 ]        |
| 21. додела награда Удружења глумаца Америке                 | Најбољи глумац у драмској серији                                   | Вуди Харелсон                                                  | Номинацијa | [ 76 ]        |
| 67. додела награда Удружења сценариста Америке              | Најбољи сценарио за драмску серију                                 | Ник Пицолато                                                   | Победник   | [ 77 ]        |
| 67. додела награда Удружења сценариста Америке              | Најбоља нова серија                                                | Ник Пицолато                                                   | Победник   | [ 77 ]        |
| 67. додела награде Удружења редитеља Америке                | Најбоља режија драмске серије                                      | Кари Фуканага                                                  | Номинација | [ 78 ]        |
| 2. додела награде Удружења локацијских стручњака за снимање | Најбоља локација за снимање савремене телевизијске серије          | Бату Чендлер                                                   | Победник   | [ 79 ]        |

## Издање за кућне биоскопе
ХБО је 10. јуна 2014. у продају пустио ДВД и Блуреј издање прве сезоне серије Прави детектив. Осам епизода серије за додатак имале су додатни материјал: интервју са Меконахијем и Харелсоном, Пицолатом и композитором Барнетом, сцене са снимања као и неке неискоришћене снимљене сцене. Током прве недеље продаје, Прави детектив био је друга најпродаванија ТВ серија у оквиру ДВД и Блуреј издања са преко 65 хиљада продатих копија.